# 1245 Calvinia
1245 Calvinia är en asteroid i huvudbältet som upptäcktes den 26 maj 1932 av den sydafrikanske astronomen Cyril V. Jackson. Asteroidens preliminära beteckning var 1932 KF. Asteroiden fick senare namn efter orten med samma namn i Norra Kapprovinsen, i nordvästra Sydafrika.
Den tillhör asteroidgruppen Koronis. Dess rotationstid har beräknats till ungefär 4,84 timmar.